# Ричард Брайтфийлд
Ричард Брайтфийлд (на английски: Richard Brightfield) е американски писател, автор на произведения за деца и юноши в жанрове приключенски романи, фентъзи и книги-игри.
Пише и под псевдонима Рик Брайтфийлд (на английски: Rick Brightfield) заедно със съпругата си Глори Брайтфийлд.

## Биография и творчество
Ричард Брайтфийлд е роден на 28 септември 1927 г. в Балтимор, Мериленд, САЩ.
Учи биология, психология, и археология, в университета „Джон Хопкинс“. В продължение на много години той работи като графичен дизайнер в Колумбийския университет.
Най-известен е с участието си в популярната серия „Избери своето собствено приключение“ на създателите ѝ Ричард Пакард и Р.А.Монтгомъри, включвайки се с книги за различни бойни изкуства.
Ричард Брайтфийлд живее със семейството си в Бойтън Бийч, окръг Палм Бийч, Флорида.

## Произведения

### Серия „Вашите невероятни приключения“ (Your Amazing Adventures)
1. The Castle of Doom (1984)
2. Island of Fear (1984)
3. Terror Under the Earth (1984)
4. The Dragonmaster (1985)
5. Revenge of the Dragonmaster (1985)
6. Battle of the Dragons (1986)

### Участие в общи серии с други писатели

#### Серия „Избери своето собствено приключение“ (Choose Your Own Adventure)
19. Тайната на пирамидите, Secret of the Pyramids (1983)
26. Phantom Submarine (1989)
30. The Curse of Batterslea Hall (1984)
33. Бърлогата на драконите, The Dragons' Den (1984)
36. Загадъчното съкровище на Тибет, The Secret Treasure of Tibet (1984)
46. The Deadly Shadow (1985)
70. Invaders of the Planet Earth (1987)
75. Planet of the Dragons (1987)
82. Hurricane! (1988)
88. Master of Kung Fu (1989)
102. Майсторът на Таекуон До, Master of Tae Kwon Do (1990)
106. Hijacked (1990)
108. Master of Karate (1990)
126. Master of Martial Arts (1992)
148. Master of Judo (1994)
166. Master of Aikido (1995)
176. Master of Kendo (1997)
от серията има още 169 романа от различни автори

#### Серия „Хрониките на младия Индиана Джонс“ (Young Indiana Jones Chronicles)
1. The Valley of the Kings (1992)
2. South of the Border (1992)
3. Revolution in Russia: Petrograd, July 1917 (1992)
4. Masters of the Louvre: Paris, July 1908 (1992)
5. African Safari (1993)
6. Behind the Great Wall: Peking, March 1910 (1993)
7. The Roaring Twenties (1993)
8. The Irish Rebellion: April 1916 (1993)

от серията има още 15 романа от различни автори

#### Серия „Изберете своя кошмар“ (Choose Your Own Nightmare)
3. Island of Doom (1995)
12. Something's in the Woods (1996)
15. How I Became a Freak (1997)
от серията има още 15 романа от различни автори

#### Серия „Избягайте от Кралство Фром“ (Escape from the Kingdom of Frome)
2. The Forest of the King (1986)
3. The Caverns of Mornas (1987)
4. The Battle of Astar (1987)
от серията има още романи от различни автори

#### Серия „Земни инспектори“ (Earth Inspectors)
7. China: Why Was an Army Made of Clay? (1989)
8. U.S.A.: What Is the Great American Invention? (1989)
от серията има още романи от различни автори

#### Серия „Мистични рицари“ (Mystic Knights)
3. Water Around, Earth Below! (1999)
от серията има още романи от различни автори

### Сборници
- The Gruesome Guests: And Other Stories (1990)
- Murder Comes to Life: And Other Stories (1990)

### Новели
- Star Games (1978) – с Джим Рази и Джак Луни

### Документалистика
- Predicting with Astrology (1977) – с Мери Орсър
- African Safari: British East Africa, September 1909 (1993) – като Рик Брайтфийлд

#### Книги в съавторстово с Глори Брайтфийлд, като Рик Брайтфийлд
- The Great Round the World Maze Trip (1977)
- Amazing Mazes: Groovy, Graphic Game (1973)
- Outer Space Mazes (1978)
- Amazing Circle Mazes (2011)
- Amazing Mazes: groovy, graphic games (2012)
- More Amazing Mazes (2012)